# K.u.k. Militärseelsorge
Die k.u.k. Militärseelsorge war eine Institution der Armee Österreich-Ungarns.

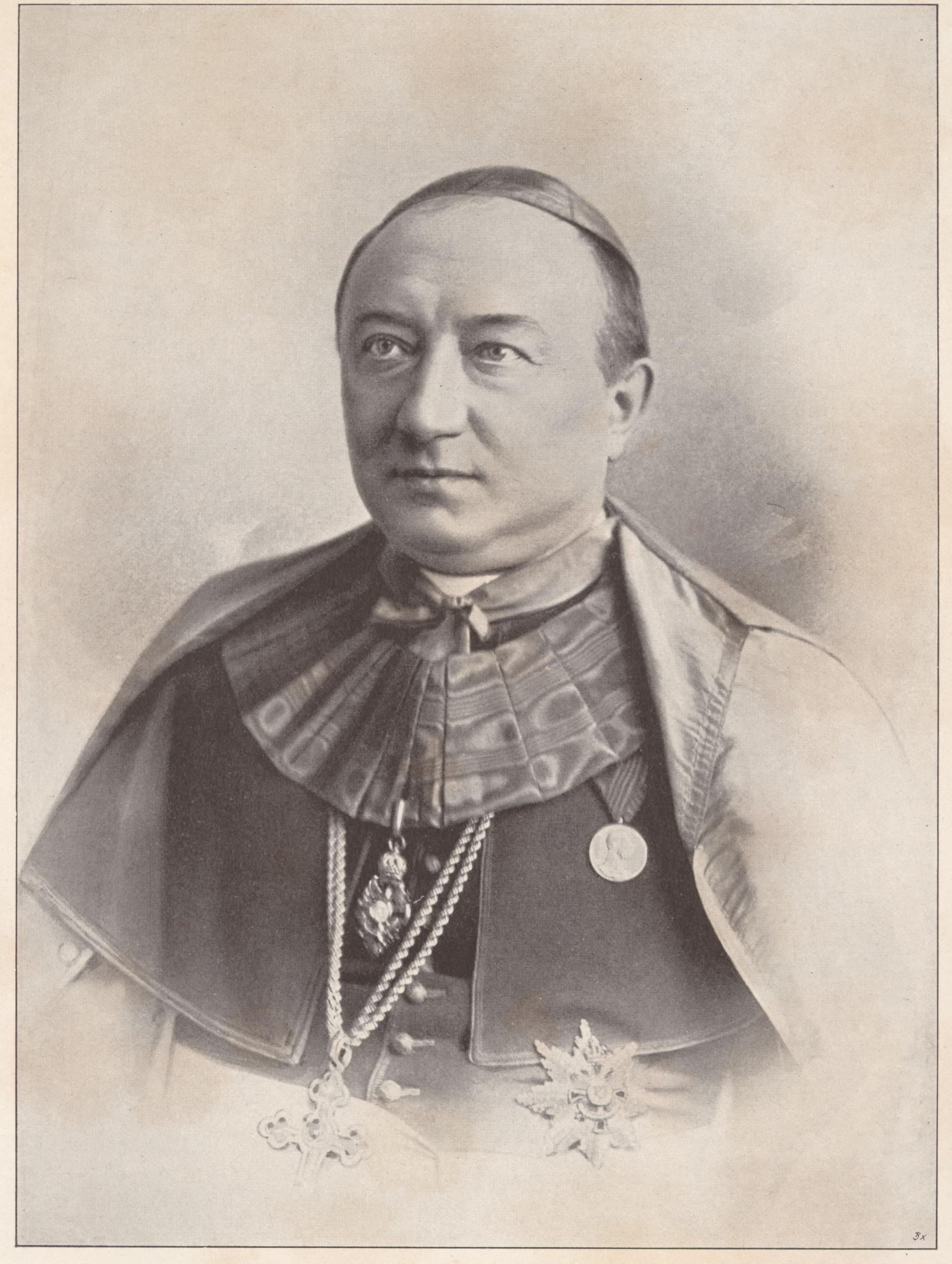
Coloman Belopotoczky, k.u.k. Apostolischer Feldvikar, 1890–1911

Griechisch-Orthodoxer Feldkurat

## Beschreibung
Die Ausübung der Militärseelsorge und der militärisch-geistlichen Jurisdiktion über alle sich im aktiven Soldatenstande befindlichen Personen innerhalb der Bewaffneten Macht war die Aufgabe der Militärgeistlichkeit. Zu diesem Zweck war die Monarchie in 15 Seelsorgebezirke eingeteilt. Der Friedens-Personalbestand betrug, nach den organischen Bestimmungen von 1892:
- ein Apostolischer Feldvikar im Rang eines Generalmajors
- ein Feldkonsistorialdirektor im Rang eines Obersten
- ein Feldkonsistorialdirektor im Rang eines Majors
- ein Feldkonsistorialdirektor im Rang eines Hauptmanns

Weiterhin gab es 15 Militärpfarrer, 32 Militärkuraten, 39 römisch-katholische Militärkapläne, 12 griechisch-katholische Militärkapläne, 9 griechisch-orthodoxe Militärkapläne und acht geistliche Professoren.
Der Feldvikar war beratendes Organ des Reichskriegsministeriums. In dieser Funktion wurde er von den Feldkonsistorialdirektoren unterstützt.
Geführt wurde ein jeder Militärseelsorgebezirk von einem römisch-katholischen Militärpfarrer im Majorsrang. Alle anderen Militärgeistlichen standen im Hauptmannsrang. Die Militärpfarrer hatten ihren Sitz bei den Militärterritorialkommanden. Sie hatten die Oberaufsicht über die ihnen unterstellten Geistlichen und führten die Tauf-, Trauungs- und Sterbematrikel. Die Militärkuraten versahen Dienst unter anderem in den Garnisonsspitälern, während für den Dienst bei der Truppe die Militärkapläne verantwortlich waren.
Die in den Militärbildungsanstalten wirkenden römisch-katholischen Geistlichen führten den Titel „geistlicher Professor“.

## Adjustierung

### Katholische Militärgeistliche
Die Katholischen Militärgeistlichen trugen die Klerikalkleidung gemäß der Adjustierungsvorschrift. Sie bestand aus dem schwarzen Talar, dem geistlichen Kollare, sowie einem schwarzseidenen Abbémantel. Zu kirchlichen Funktionen waren die entsprechenden klerikalen Vorschriften zu beachten. Bei Paraden, besonderen Vorstellungen und Feierlichkeiten musste der Geistliche zusätzlich den Militärhut tragen. Bei Meldungen und militärischen Festlichkeiten hatte der Geistliche einen schwarzen, bis an die Knie reichenden, mit einer Reihe von sechs schwarzen Knöpfen und Stehkragen ausgestatteten Rock (Klerikalrock), das Kollare, schwarze Pantalons und den Militärhut zu tragen. Auf Märschen musste neben dem Klerikalrock und dem Kollare auch die Feldkappe und der Mantel mitgenommen werden. Außer Dienst konnte der Klerikalrock oder ein über das Knie reichender schwarzer Zivilrock getragen werden. Außerdem waren das Kollare und schwarze Pantalons obligatorisch. Als Hut konnte ein Zivilhut verwendet werden.

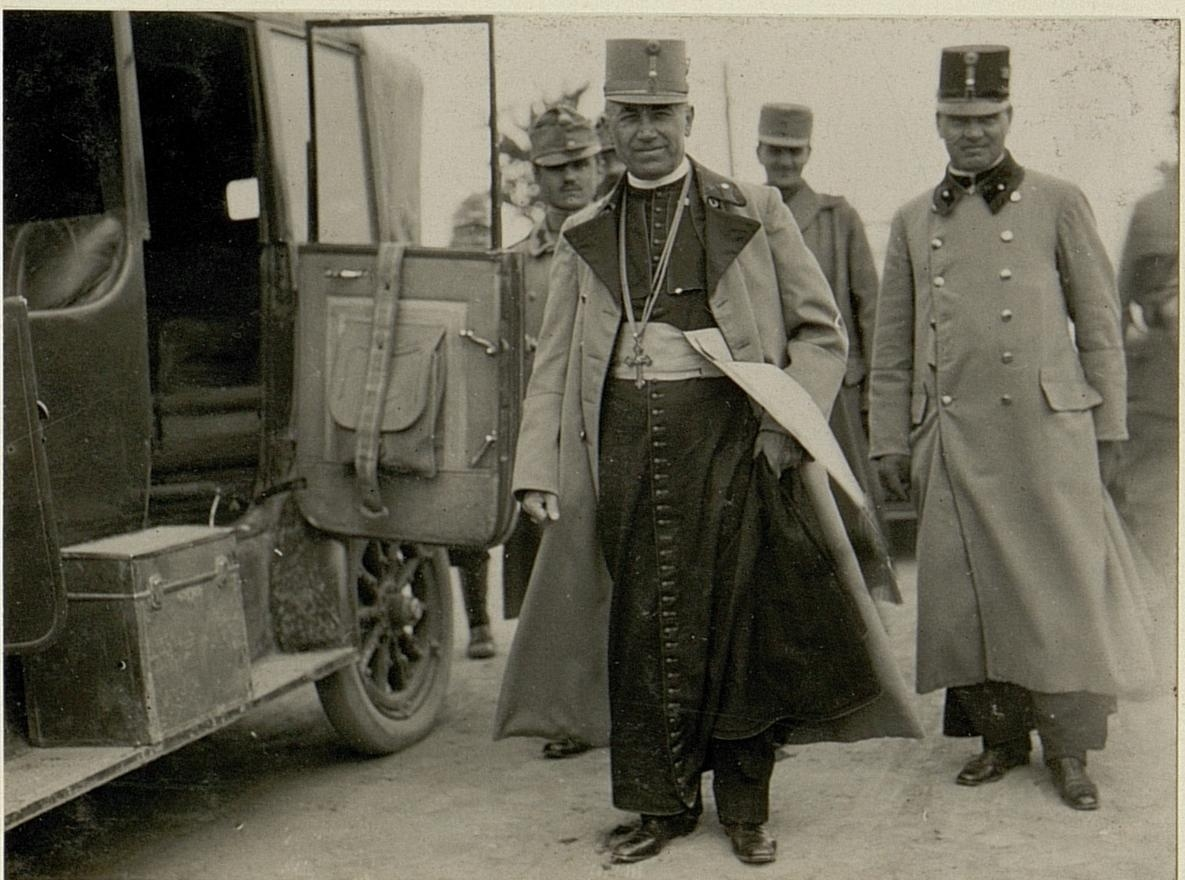
Besuch des Apostolischen Feldvikars Bjelik

Der Militärhut glich jenem der Militärärzte, jedoch ohne den Federbusch. In den beiden Ecken gab es je eine goldene Quaste, die aus einer Lage goldener, schwarz durchzogener Schnurfransen bestand. Auf diese wurde eine Reihe von sieben goldenen Bouillons gelegt. Die Feldkappe entsprach weitgehend der Kappe der Infanterieoffiziere mit gelben, kleinen Waffenrockknöpfen.
Der Mantel war aus blaugrauem Tuch gefertigt, im Schnitt wie für die Infanterie und mit Parolis aus schwarzem Samt, Passepoils aus schwarzem Tuch und gelben, glatten Knöpfen ausgestattet. Die Binde bestand aus einem 10,5 cm breiten, glatten, schwarzen Seidenband, dessen Enden mit 8 cm langen Goldfransen besetzt war. Sie wurde um den Leib getragen.

### Griechisch-orthodoxe und griechisch-katholische Militärgeistliche
Die Militärgeistlichen der Griechisch-orthodoxen und aller im Kaiserreich vertretenen Linien der griechisch-katholischen Kirche trugen den Talar und die Kopfbedeckung gemäß ihren klerikalen Vorschriften. Die Kopfbedeckung hatte eine kaiserliche Kokarde und war mit einem schwarz melierten Band  ausgestattet. Die Feldkappe und der Mantel wie bei den katholischen Militärgeistlichen.

### Evangelische Militärprediger
Evangelische Militärprediger waren adjustiert wie katholische Militärgeistliche. Anstelle des Kollares trugen sie eine weiße Halsbinde.

## Jüdische Militärseelsorge
Eine seelsorgliche Betreuung jüdischer Soldaten, die erst seit 1788 unter Joseph II. zum Militärdienst zugelassen wurden, war anfangs nicht vorgesehen. Der Bedarf der seelsorglichen Betreuung des steigenden Anteils jüdischer Soldaten an der k.u.k. Armee wurde 1866 intensiv diskutiert und 1875 mit Alexander Kisch  der erste Feldrabbiner der Reserve ernannt. Die Betreuung jüdischer Soldaten in Friedenszeiten erfolgte durch örtliche zivile Rabbiner.

## Islamische Militärseelsorge

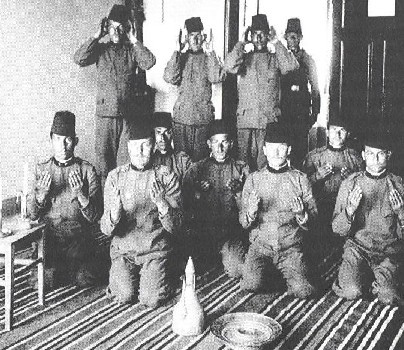
Soldaten der bosnisch-hercegovinischen Infanterie beim islamischen Gebet

Mit der Aushebung bosnischer Rekruten nach der Okkupation Bosnien-Herzegowinas 1881 und somit der Existenz islamischer Soldaten in der k.u.k. Armee wurden spezielle Vorschriften für die Wahrung der religiösen Bedürfnisse und Gebräuche der bosnischen Wehrpflichtigen erlassen. 1882 kam es somit mit der Ernennung eigener Militärimame zur Errichtung einer islamischen Militärseelsorge und zur Errichtung einer eigenen Militärmoschee.

### Adjustierung
Die Militärimame trugen als Uniform einen dunkelblauen, bis unterhalb der Knie reichenden Tuchmantel in osmanischer Form. Stehkragen und Ärmelaufschläge waren alizarinrot. An den Ärmelaufschlägen waren oberhalb der Ansatznaht drei goldene Distinktionsbörtchen angebracht. Die Hose war ebenfalls dunkelblau, in den Oberschenkeln weiter geschnitten als in den Unterschenkeln. Dazu wurde eine dunkelblaue Weste mit 13 kugelförmigen Knöpfen aus vergoldetem Metall getragen. Um den Leib wurde ein roter Schal als Binde geschlungen. Die Schuhe waren schwarz. Zur Vervollständigung gehörte  ein sogenanntes Korangehänge ähnlich einer Kartusche. Der Trageriemen war 2,5 cm breit, aus rotem Saffianleder und mit einer silbernen Borte überzogen. Es wurde von der rechten Schulter zur linken Hüfte angelegt. Als Kopfbedeckung diente der Fez, wie er für die Bosnisch-Hercegovinische Infanterie normiert war.